# Feđa Šehović
Feđa Šehović (Bileća, BiH, 16. ožujka 1930. – Dubrovnik, 31. siječnja 2025.), hrvatski književnik, dobitnik više nagrada i jedan od utemeljitelja tzv. novopovijesnog romana u hrvatskoj književnosti. 

## Životopis
Studirao je i diplomirao (1954.) jugoslavistiku na Filozofskom fakultetu u Zagrebu. Radio je u prosvjeti i novinarstvu, a od 1965. do 1967. je direktor Drame Hrvatskog narodnog kazališta u Splitu. Od 1972. je na čelu dubrovačke Naučne biblioteke, a zatim vodi Dom Marina Držića (1989. – 1996.). U mirovini je od 1996.

## Književnost
Zaokupljaju ga teme vezane uz Dubrovnik, lokalna i povijesna perspektiva, a u nekim se romanima služi i postmodernističkim postupcima. U dramskoj književnosti se javlja dramom "Raskršća" 1959. Istaknute kasnije komedije "Kurve" (1974.) i "Katarina Druga" (1984.) karakterizira lokalna tematika i kolorit. "Dubrovačka tralalalogija" je humorističko-satirički portret Dubrovnika i njegovih ljudi, morala i običaja, ostvaren u ciklusu od šest romana: "Kazin" (1974.), "Savršeno umorstvo" (1975.), "Veljun" (1977.), "De bello ragusino" (1980.), "Dogon" (1980.) i "Knjiga postanka" (1981.). "Kazin" je 2007. reizdan pod naslovom "Dubrovački bordel: kazin bez cenzure". 
Osamdesetih godina privlači pozornost romanima povijesne tematike "Gorak okus duše" (1983.), "Oslobađanje đavola" (1987.) i "Uvod u tvrđavu" (1989.) koje objavljuje pod pseudonimom Raul Mitrovich. U njima se koristi postmodernističkim literarnim potezima (nađeni rukopis, fiktivna kronika). Događaji u spomenutim romanima su i alegorija za suvremena zbivanja te svrstavaju autora među utemeljitelje tzv. novopovijesnog romana u domaćoj književnosti (uz Nedjeljka Fabrija i Ivana Aralicu). Kritičari ukazuju na paralele ovih i drugih romana sa stvaralaštvom Umberta Eca, i postupcima koje je koristio u znamenitom romanu "Ime ruže". Šehović je kasnije pod pravim imenom objavio i povijesni roman "Svi kapetanovi brodolomi" (1992), nagrađen godišnjom književnom nagradom Ksaver Šandor Gjalski kao najbolje prozno ostvarenje, te obiteljsku sagu "Ilijasbegovići: cronica travuniana" (2006.) koju čine romani "Ilijas-beg: kapetan trebinjski" (1999.), "Inšallah" (2000.), "Begovina" (2001.), "Dubrovački intermezzo" (2001.) i "Od Mostara do Haaga" (2001.). 
Autor je ratnog romana "Četiri vozača u apokalipsi" (1994.) i knjige feljtona "Zla kob zaborava" (1992). "Vidra" je Šehovićeva romansirana biografija Marina Držića, objavljena 1980. Uspjeh je polučio i njegov kriminalistički roman "Zločin u samostanu" iz 2005.